# Stemodia lobata
Stemodia lobata là một loài thực vật có hoa trong họ Mã đề. Loài này được J.A.Schmidt miêu tả khoa học đầu tiên năm 1862.